# Ustawa Konstytucyjna o zniesieniu statutu organicznego województwa śląskiego
Ustawa Konstytucyjna o zniesieniu statutu organicznego województwa śląskiego właściwie „Ustawa Konstytucyjna z dnia 6 maja 1945 r. o zniesieniu statutu organicznego województwa śląskiego” – akt normatywny w randze ustawy konstytucyjnej uchwalony przez Krajową Radę Narodową 6 maja 1945 r., znoszący autonomiczny samorząd terytorialny województwa śląskiego nadany przez Sejm Ustawodawczy RP.

## Zarzut niezgodności z obowiązującymi przepisami
Z zasad państwa prawa wynika, że dla ważności aktu normatywnego powszechnie obowiązującego wymagane jest, obok wydania go przez umocowany do tego organ w przepisanym trybie, także ogłoszenia (promulgacji) w dzienniku urzędowym.
Ustawa konstytucyjna o zniesieniu statutu organicznego województwa śląskiego została uchwalona niezgodnie z wymogami legalizmu:
- przez organ nieuprawniony do jej wydania – Krajowa Rada Narodowa uchwaliła ustawę konstytucyjną niezgodnie z własnymi kompetencjami[7]. Ustawa o organizacji i zakresie działania rad narodowych z 11 września 1944 r. w art. 26, określającym kompetencje KRN, nie przewidywała możliwości wydawania przez KRN ustaw konstytucyjnych. Jedynymi organami uprawnionymi do wydawania ustaw konstytucyjnych mogły być wyłącznie Sejm i Senat wybrane na zasadach Konstytucji z dnia 17 marca 1921 r. (obowiązującej zgodnie z Manifestem PKWN),
- bez podstawy prawnej – organ wydający ustawę nie powołuje się w jej treści na żadne przepisy, które są podstawą wydawania ustawy rangi konstytucyjnej. Nastąpiła tu istotna niekonsekwencja. Nowe władze, negując legalność ustawy konstytucyjnej z dnia 23 kwietnia 1935 r., a tym samym dokonanej przez nią nowelizacji art. 44 Statutu, która zniosła obowiązek uzyskania zgody Sejmu Śląskiego na zmianę Statutu ograniczającą uprawnienia autonomicznego samorządu śląskiego, zlikwidowały autonomię zgodnie z jej postanowieniami. Działano zatem de facto na podstawie art. 81 ust. 3 Konstytucji kwietniowej, de iure się na niego nie powołując[8],
- niezgodnie z obowiązującym trybem – zgodnie z obowiązującymi w chwili wydawania ustawy przepisami, zniesienie Statutu Organicznego Województwa Śląskiego wymagało w kolejności:

1. przeprowadzenia wyborów do Sejmu i Senatu na zasadach określonych w art. 11 i 36 Konstytucji marcowej,
2. uchwalenia ustawy konstytucyjnej o zniesieniu Statutu Organicznego w trybie zmiany konstytucji (art. 125 Konstytucji marcowej) z zastosowaniem „śląskiego” vacatio legis, tj. zawieszenia obowiązywania aktu prawnego ograniczającego prawa ustawodawstwa lub samorządu śląskiego (art. 44 Statutu) do momentu wydania zgody Sejmu Śląskiego na jego obowiązywanie,
3. publikacji ustawy konstytucyjnej w Dzienniku Ustaw RP,
4. wyrażenia zgody na zniesienie Statutu Organicznego przez Sejm Śląski,
5. publikacji ustawy Sejmu Śląskiego w Dzienniku Ustaw Śląskich,
6. publikacji oświadczenia Prezesa Rady Ministrów o wyrażeniu zgody Sejmu Śląskiego na wejście w życie ustawy konstytucyjnej o zniesieniu Statutu Organicznego w Dzienniku Ustaw RP.

## Sejm Śląski IV kadencji (1935-1945)
Statut zniesiono w trakcie formalnego trwania IV kadencji Sejmu Śląskiego.